# Мучкас
 Мучкас  — деревня в Удорском районе Республики Коми в составе сельского поселения Чернутьево.

## География
Расположено левом берегу реки Мезень на расстоянии примерно в 64 км по прямой на север-северо-запад от районного центра села Кослан.

## История
Известна с 1678 года как деревня Музкоска с 1 пустым двором. В 1782 году здесь (Мучкинская) 2 двора и 14 жителей, в 1926 (Мучковская или Мучкос) 20 и 122, в 1970 89 жителей, в 1989 – 58, в 1995 – 62 (27 хозяйств).

## Население
Постоянное население  составляло 35 человек (коми 100%) в 2002 году, 21 в 2010 .